# Santo Spirito in Sassia
Santo Spirito in Sassia är en kyrkobyggnad och diakonia i Rom, helgad åt den Helige Ande. Kyrkan är belägen vid Borgo Santo Spirito i Rione Borgo och tillhör församlingen Santa Maria in Traspontina.
I kyrkan vördas några av den heliga Faustina Kowalskas reliker. Kyrkan har även ett epitafium över den heliga Agostina Pietrantoni.

## Kyrkans historia
År 726 abdikerade Ine som kung av det anglosaxiska Wessex och företog en pilgrimsfärd till Rom. Två år senare grundade han Schola Saxonum i närheten av Peterskyrkan. Denna schola var ämnad som härbärge för Ines landsmän som befann sig i Rom. Inom kort uppfördes även en kyrka, initialt benämnd Sanctae Mariae Saxonum eller Santa Maria in Saxia. Hela komplexet förstördes nästan helt och hållet i samband med en eldsvåda år 817. Påve Leo IV lät på 850-talet uppföra den leoninska muren och i samband med detta återuppbyggdes kyrkan och härbärget.
Påve Innocentius III lät år 1204 bygga om härbärget till ett sjukhus – Ospedale di Santo Spirito in Sassia. År 1208 ändrades kyrkan namn från Santa Maria in Saxia till Santo Spirito in Sassia. Hela byggnadskomplexet härjades ånyo av en eldsvåda år 1471. År 1473 gav påve Sixtus IV Baccio Pontelli i uppdrag att rita nya sjukhusbyggnader samt restaurera kyrkan. Bland annat uppfördes fyra klostergårdar samt kyrkans kampanil. Under Roms skövling i maj 1527 ödelades kyrkan och det beslutades att man återigen skulle återuppbygga den. Ritningarna gjordes av Antonio da Sangallo den yngre och byggnadsarbetena pågick från 1538 till 1544. Under påve Sixtus V (1585–1590) utfördes kyrkans fasad efter ritningar av Ottaviano Mascherino.

## Interiören
Kyrkan är enskeppig med absid och har nio sidokapell, fyra på höger sida och fem på vänster sida.
Absiden har en freskcykel med temat Den helige Andes nedstigande vid Pingst. Freskerna har attribuerats åt Jacopo Zucchi. Bland övriga fresker i kyrkan märks Jungfru Marie födelse och Jesu omskärelse av Livio Agresti.

## Omnämningar i kyrkoförteckningar
| Katalog                      | År         | Benämning                                                        |
| ---------------------------- | ---------- | ---------------------------------------------------------------- |
| Catalogo di Cencio Camerario | 1192       | sce. Marie Saxie                                                 |
| Il Catalogo Parigino         | cirka 1230 | s. Maria in Saxia                                                |
| Il Catalogo di Torino        | cirka 1320 | Ecclesia sancte Marie in Saxia que est hospitale sancti Spiritus |
| Il Catalogo del Signorili    | cirka 1425 | sce. Marie in Saxia                                              |

## Titeldiakonia
Kyrkan stiftades som diakonia av påve Johannes Paulus II år 1991.
Kardinaldiakoner
- Fiorenzo Angelini: 1991–2002; titulus pro illa vice: 2002–2014
- Dominique Mamberti: 2015–

## Bilder
| - Santo Spirito in Sassia (⋅ TEMP ⋅ SCTI ⋅ SPIRITVS ⋅). Etsning av Girolamo Francino från år 1588. - Santo Spirito in Sassia. Gravyr av Giovanni Battista Falda. - Absiden. - Jungfru Maria besöker Elisabet. Fresk utförd av Marco Pino. |

## Kommunikationer
Närmaste tunnelbanestation är  Ottaviano.